# Let Love Rule
Let Love Rule är Lenny Kravitz debutalbum, släppt 1989. Två av låtarna på albumet skrevs tillsammans med hans dåvarande fru Lisa Bonet.

## Låtlista
Samtliga låtar skrivna av Lenny Kravitz, om annat inte anges.
1. "Sittin' on Top of the World" - 3:16
2. "Let Love Rule" - 5:42
3. "Freedom Train" - 2:50
4. "My Precious Love" - 5:15
5. "I Build This Garden for Us" - 6:16
6. "Fear" (Lisa Bonet/Lenny Kravitz) - 5:25
7. "Does Anybody Out There Even Care" - 3:42
8. "Mr. Cab Driver" - 3:49
9. "Rosemary" (Lisa Bonet/Lenny Kravitz) - 5:27
10. "Be" - 3:16
11. "Blues for Sister Someone" - 2:51
12. "Empty Hands" - 4:42
13. "Flower Child" - 2:56